# Clidemia micrantha
Clidemia micrantha är en tvåhjärtbladig växtart som beskrevs av Paul Antoine Sagot. Clidemia micrantha ingår i släktet Clidemia och familjen Melastomataceae. Inga underarter finns listade i Catalogue of Life.